# Neurogenes

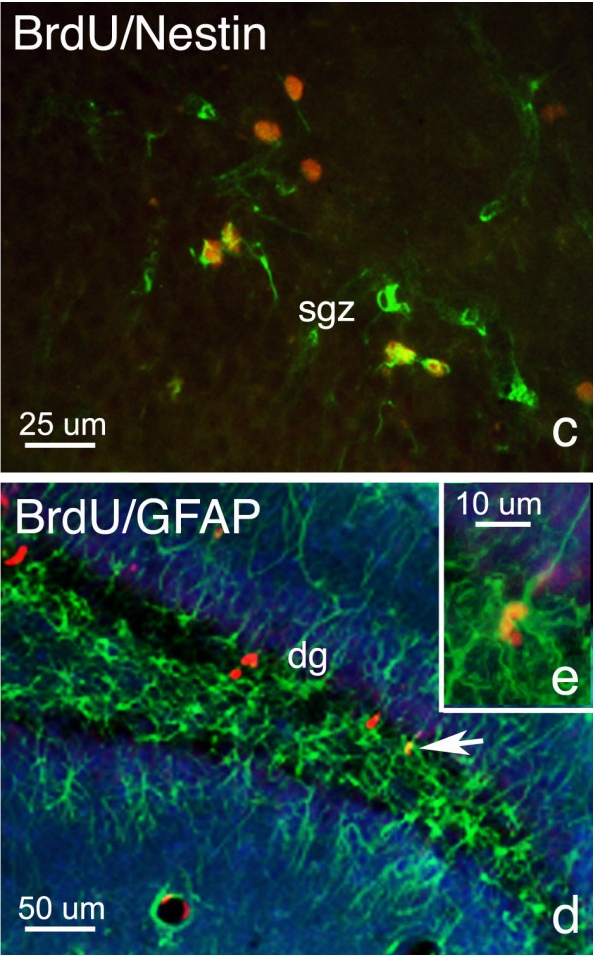
BrdU (röd), en indikation på DNA-replikation, visar neurogenes i den subgranulära zonen av gyrus dentatus i hippocampus. Del av en illustration från Faiz et al., 2005.

Neurogenes [-jene:'s] är den process med vilken neuroner nybildas. Neurogenesen är som störst under fosterutvecklingen och gör att antalet hjärnceller växer. 

## Vuxen neurogenes
Nya hjärnceller bildas ständigt vid vuxen ålder i framförallt två områden i hjärnan: 
- Den subventrikulära zonen (SVZ) längs de laterala ventriklarna, där de nya cellerna migrerar till luktbulben (olfaktoriska bulben) via rostrala migrationsbanan (RMS).
- Den subgranulära zonen (SGZ), som är en del av gyrus dentatus (DG) i hippocampus.

Många av dessa nybildade nervceller dör kort efter att de har bildats, men en del av dem blir funktionella delar av den omgivande hjärnvävnaden.

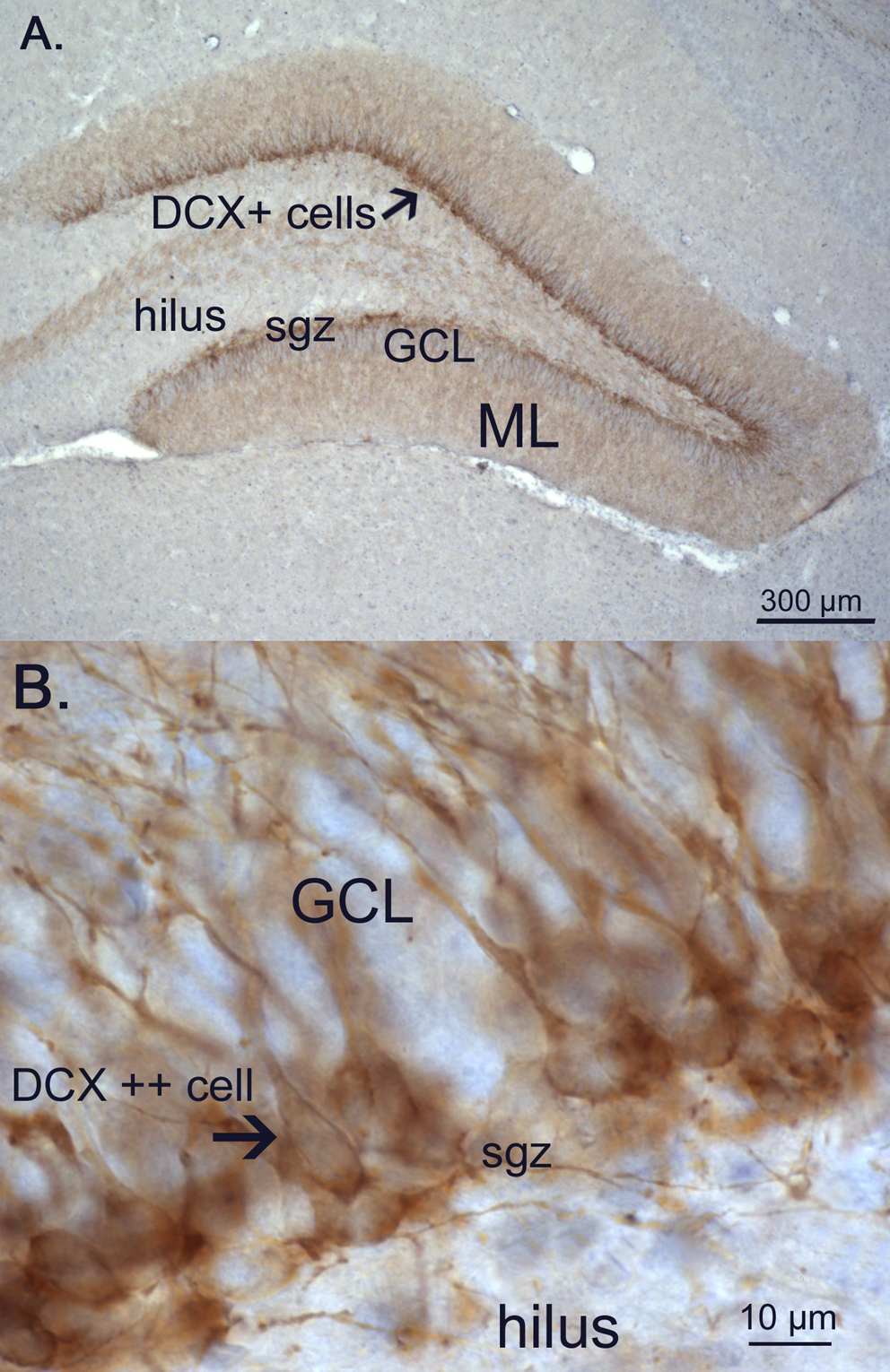
Visning av dubbelcortex i en råttas gyrus dentatus, fosterutvecklingens tjugoförsta dag. Oomen et al., 2009.

Nybildning av hjärnceller vid vuxen ålder, så kallad adult neurogenes, är ett färskt exempel på en länge försanthållen vetenskaplig teori som har välts över ända; fenomenet har nyligen accepterats av stora delar av forskarvärlden. Tidiga neuroanatomer, såsom Santiago Ramón y Cajal, ansåg att nervsystemet var fast och att det inte kunde föryngras. I många år efteråt ansåg endast ett fåtal biologer (inklusive Joseph Altman, Shirley Bayer och Michael Kaplan) att det fanns en möjlighet för nybildning av hjärnceller vid vuxen ålder. Bara helt nyligen, med kännetecken om neurogenes hos fåglar och användandet av konfokalmikroskopi, har det blivit någorlunda accepterat att neurogenes i hippocampus förekommer hos däggdjur, inklusive människor (Eriksson et al., 1998; Gould et al., 1999a). En del författare av avhandlingar, särskilt Elizabeth Gould som är professor i psykologi vid Princeton University, har föreslagit att neurogenes hos vuxna också kan förekomma i andra områden, inklusive däggdjurens neocortex (till exempel Shankle et al. 1999, Gould et al., 1999b; Zhao et al., 2003), även om andra, inklusive Rakic (2002), har ifrågasatt de vetenskapliga bevisen på dessa upptäckter; i stort sett anser de att de nya cellerna kan vara gliaceller. En avhandling av Ponti, Peretto och Bonfanti fann bevis på neurogenes i lillhjärnan, cerebellum, hos vuxna kaniner.

## Neurogenes och inlärningsförmåga
Funktionen av adult neurogenes är inte säker, även om det finns vissa belägg för att den är viktig för inlärning och minne. Detta är kanske inte överraskande med tanke på vad vi vet om hippocampus och dess roll i inlärning och minne (flera författare, bland annat Rolls & Treves (1998), antog teorier för rollen som hippocampus har vid inlärning och minne). Hur lärandet påverkas av neurogenes är oklart, eftersom flera beräkningsmetoder nyligen har föreslagits, inklusive tanken att nya nervceller ökar minneskapaciteten, minskar störningar mellan minnen eller lägger till information om tid för minnen. Experiment som syftar till att slå ut neurogenes har visat sig resultatlösa, men studier tyder på att vissa typer av lärande är neurogenesberoende och andra såg ingen effekt. Gould et al. (1999c) har visat att själva lärandet är förknippat med ökad neuronöverlevnad, men de övergripande resultaten som visar att adult neurogenes är viktigt för alla typer av lärande är tvetydiga.

## Neurogenes och stress
Malberg et al. (2000) och Manev et al. (2001) har länkat neurogenes till positiva effekter för vissa antidepressiva, vilket tyder på ett samband mellan minskad neurogenes i hippocampus och depression. I en senare avhandling visade Santarelli et al. (2003) de beteendemässiga effekterna av antidepressiva läkemedel på möss inte förekommer när neurogenes hindrades med röntgenstrålar. Nervceller som föds vid vuxen ålder är mer retbara än äldre nervceller på grund av differentierade GABA-receptorer. En rimlig teori är därför att dessa nervceller får en större roll i hippocampus i mekanismen hos HPA-axelns negativa feedback (fysiologisk stress) och kanske hämmar amygdala (regionen i hjärnan som ansvarar för stimuli från rädsla). Detta överensstämmer med många samband mellan avstressande aktiviteter (lärande, en ny gynnsam miljö och motion) och ökade nivåer av neurogenes, liksom konstaterandet att djur som utsätts för fysiologisk stress (kortisol) eller psykisk stress (till exempel isolering) visar markant sänkta nivåer av nya nervceller hos vuxna. 
Flera forskare har haft en hypotes om att inlärning och minne är kopplade till depression och har föreslagit att neurogenes kan främja neuroplasticitet. Castren (2005), till exempel, har föreslagit att vår sinnesstämning kan regleras genom plasticitet och således inte kemiskt. Effekterna av antidepressiv behandling är endast underordnade.

## Sömnbrist och minskad neurogenes
Mirescu et al. rapporterade att sömnbrist kan minska neurogenes i hippocampus hos råttor på grund av ökade nivåer av glukokortikoider. Två veckor med sömnbrist agerade som neurogeneshämmare, som efter återtagandet av normala sömnmönster vände på minskningen av celltillväxt och även såg en tillfällig ökning av normal celltillväxt.

## Neurogenes och Parkinsons sjukdom
Parkinsons sjukdom är en neurodegenerativ sjukdom som kännetecknas av en progressiv neuronförlust som drabbar företrädesvis dopaminerga neuron. Transplantation av stamceller från foster har givit bevis för att de kan förbättra kliniska symptom hos drabbade patienter. Det har även givits bevis för existensen av neurala stamceller med potential att producera nya nervceller, framförallt av en dopaminerg fenotyp, i den vuxna hjärnan hos däggdjur. Experimentellt undertryckande av dopamin i gnagare minskar tillväxten av nervceller. Tillväxten återställs helt av en selektiv agonist av D2-receptorer. Dessa stamceller har påvisats på så kallade neurogena områden i hjärnan, där neurogenes pågår, men också i första hand icke-neurogena områden, såsom mitthjärnan och striatum, där neurogenes inte finns under normala fysiologiska förhållanden. En detaljerad förståelse av de faktorer som styr stamceller i hjärnan kan i slutänden leda till cellterapier för neurodegenerativa sjukdomar som Parkinsons sjukdom genom att mobilisera självlärande endogena neurala stamceller för att ersätta degenererade nervceller.

## Neurogenes och motion
Forskare har visat att fysisk aktivitet i form av frivillig träning resulterar i en ökning av antalet nyfödda nervceller i hippocampus hos äldre möss. Samma studie visar på en förbättring i lärande av "löpare" (fysiskt aktiva möss). Medan sambandet mellan motion-medierad neurogenes och förbättrad inlärningsförmåga fortfarande är oklart, visar denna studie tydligt fördelarna med fysisk aktivitet och kan få stora konsekvenser inom åldrande och/eller Alzheimers sjukdom.

## Faktorer som påverkar neurogenes
Det finns många faktorer som kan öka eller minska neurogenes i hippocampus. Träning (till exempel Bjørnebekk, Mathé & Brené, 2005) och berikande miljö har visat sig främja neuronernas överlevnad och framgångsrika integration i den befintliga hippocampus. Å andra sidan, ogynnsamma förhållanden såsom kronisk stress och åldrande kan leda till en minskning av nervcellstillväxt.

## Adulta stamceller
Neurala stamceller är självförnyande, multipotenta celler som genererar de största fenotyperna i nervsystemet. År 1992 var Reynolds och Weiss de första att odla neurala stamceller och stamceller från striatal vävnad, inklusive den subventrikulära zonen – en av neurogenområdena för vuxna möss hjärnvävnad (Reynolds & Weiss, 1992). Sedan dess har neurala progenitor- och stamceller odlats från olika områden i den vuxna hjärnan och dessutom från icke-neurogena områden, såsom ryggmärgen. Man har tagit celler från olika arter, inklusive människan (Taupin & Gage, 2002). 
Neurala stamceller är rutinmässigt studerade i provrör med hjälp av en metod kallad neurosphere assay (eller neurosfärt odlingstest), som utvecklades av Reynolds och Weiss (1992). Medan neurosphere assay har varit den viktigaste metoden för odling, expansion och till och med uppräkningen av neurala stamceller och progenitorceller, har flera nya publikationer belyst några av de begränsningar den neurosfära odlingsformen har som en metod för att bestämma frekvenser av neurala stamceller. I samarbete med Reynolds har Stemcell Technologies utvecklat ett kollagenbaserat odlingstest för kvantifiering av neurala stamceller. Detta test skiljer mellan neurala stamceller och progenitorceller (Louis et al., 2008).